# Bobacella corvina
Bobacella corvina (лат.) — вид цикадок из подсемейства Deltocephalinae трибы Athysanini. Единственный представитель рода Bobacella. Встречается в Палеарктике.

## Описание
Цикадки размером 2-3 мм чёрной окраски. Коренастые, веретновидные, обычно короткокрылые, с широкой головой. Щиток не выпуклый. Задние крылья редуцированы. Вид был впервые описан в 1903 году хорватским энтомологом Гезой Хорватом под названием Anoterostemma corvinum Horváth, 1903. В 1929 году его выделили в отдельный монотипический род Bobacella  Kusnezov, 1929.